# Eszter Lakos
Eszter Lakos (maďarsky Lakos Eszter; * 8. března 1981 Győr) je maďarská diplomatka, ekonomka, politička a právnička, od července roku 2024 poslankyně Evropského parlamentu zvolená za stranu Respekt a svoboda (TISZA) a zasedající v parlamentní frakci Evropské lidové strany (EPP).

## Politická kariéra
Na jaře roku 2024 vyslyšela výzvu Pétera Magyara, místopředsedy strany Respekt a svoboda (TISZA), který skrze média hledal vhodné osobnosti, jež by kandidovali v evropských a komunálních volbách. Eszter Lakos byla umístěna na 5. místo na kandidátní listinu strany TISZA pro eurovolby, ze které byla zvolena poslankyní Evropského parlamentu s mandátem do roku 2029.